# Anne Schellekens
Anne Charlotte Schellekens (Rotterdam, 18 april 1986) was stuurvrouw van de Nederlandse Vrouwen Acht (roeien). Ze vertegenwoordigde Nederland bij verschillende grote internationale wedstrijden.
In 2009 won ze een bronzen medaille bij de wereldkampioenschappen in Poznań. Een jaar later behaalde de acht bij de Europese kampioenschappen in Portugal een zilveren medaille. In 2012 plaatste het Nederlandse achttal zich voor de Olympische Zomerspelen 2012 in Londen. Via de series (4e in 6.18,98) en de herkansing (6.15,15) plaatste ze zich voor de finale. Daar veroverde het Nederlandse team een bronzen medaille met een tijd van 6.13,12 achter de Amerikaanse boot (goud; 6.10,59) en de Canadese boot (zilver; 6.12,06).

## Trivia
- Anne begon met roeien tijdens haar studententijd bij de USR "Triton".

## Palmares

### Acht met stuurvrouw
- 2009:  Wereldbeker in Luzern - 6.13,49
- 2009:  WK in Poznan - 6.07,43
- 2010:  Wereldbeker in Bled - 6.19,14
- 2010: 4e Wereldbeker in Luzern - 6.22,31
- 2010:  EK in Montemor-o-Velho - 6.39,35
- 2010: 5e WK in Karapiro - 6.20,85
- 2011:  Wereldbeker in München - 6.07,77
- 2011:  Wereldbeker in Luzern - 6.31,73
- 2011: 5e WK in Bled - 6.09,94
- 2012:  Wereldbeker in Belgrado - 6.06,06
- 2012:  Wereldbeker in Luzern - 6.03,20
- 2012: 4e Wereldbeker in München - 6.22,68
- 2012:  OS in Londen - 6.13,12

Chantal Achterberg · 
Claudia Belderbos · 
Carline Bouw · 
Sytske de Groot · 
Annemiek de Haan · 
Nienke Kingma · 
Roline Repelaer van Driel · 
Jacobine Veenhoven · 
Anne Schellekens (stuurvrouw)